# 博雷梅利
50°28′34″N 25°10′47″E / 50.47611°N 25.17972°E

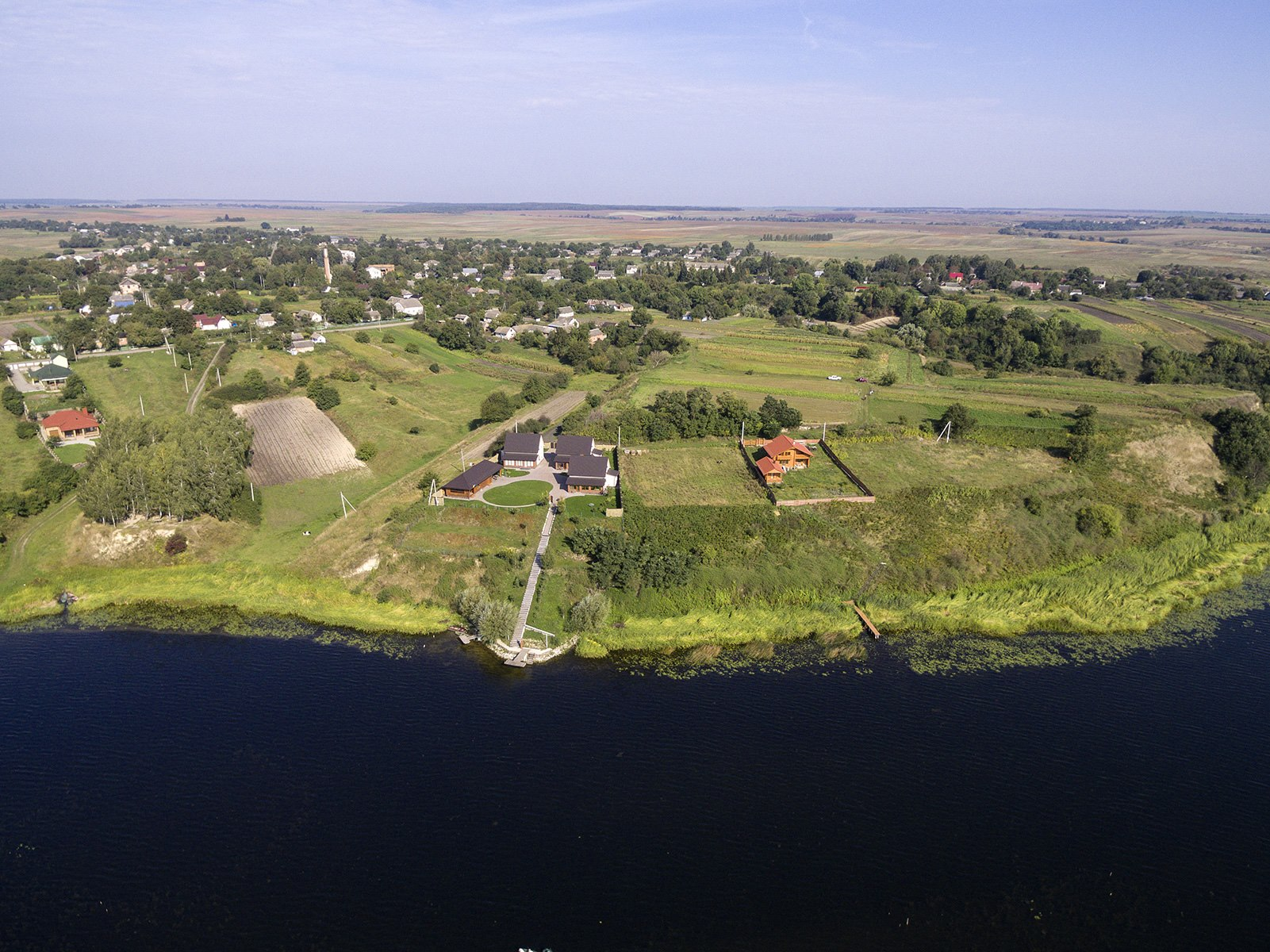
村庄远眺

博雷梅利（烏克蘭語：Боремель），是烏克蘭西北部羅夫諾州杜布諾區博雷梅利市镇内的村落及其行政中心。始建於1366年，面積36.3平方公里，海拔高度210米，2015年人口866，人口密度每平方公里27.3人。